# Marius Ernsting
Marius Ernsting (Beemster, 5 november 1947) is een Nederlands oud-politicus en bestuurder. Ernsting was Tweede Kamerlid voor de CPN en directeur van de vereniging Humanitas.
Ernsting, afkomstig uit een gereformeerd tuindersgezin, studeerde in de jaren zestig en zeventig politieke wetenschappen aan de Vrije Universiteit van Amsterdam en werd daar een van de woordvoerders van de studentenbeweging. In 1971 werd hij ook raadslid voor de Kabouterpartij in de Amsterdamse gemeenteraad.
Vanaf 1973 werkte hij in een Amsterdams buurthuis, en van 1976 tot 1981 bij de Vereniging van Nederlandse Gemeenten. Daarna keerde hij terug naar Amsterdam, waar hij raadslid werd voor de CPN en directeur van een welzijnsstichting. Van 1983 tot 1986 was hij onder Ina Brouwer lid van de Tweede Kamer voor de CPN, het waren de laatste jaren dat deze partij zelfstandig in het parlement zat. Als parlementariër hield Ernsting zich bezig met onder meer welzijn, onderwijs en volkshuisvesting.
Van 1987 tot 1995 was Ernsting lid van Provinciale Staten van Noord-Holland voor de CPN en GroenLinks. In deze periode was hij ook adviseur en interim-bestuurder, onder andere bij het debatcentrum De Balie. In 1996 werd hij directeur van de vereniging Humanitas, waar hij in de zomer van 2006 met pensioen ging.
In april 2006 werd hij bemiddelaar tussen Sam Pormes, lid van de Eerste Kamer voor GroenLinks, en de rest van de fractie, nadat de verhoudingen tussen Pormes en de fractie ernstig waren verstoord door een royementsprocedure tegen Pormes die bij zijn aanstelling feiten over zijn verleden zou hebben verzwegen.
Van 1 juni 2006 tot 28 november 2013 was hij voorzitter van Vereniging Nederlandse Organisaties Vrijwilligerswerk (Vereniging NOV).